# Woodland (Utah)
Woodland és una concentració de població designada pel cens dels Estats Units a l'estat de Utah. Segons el cens del 2000 tenia 335 habitants.

## Demografia
Segons el cens del 2000, Woodland tenia 335 habitants, 98 habitatges, i 83 famílies. La densitat de població era de 55,5 habitants per km².
Dels 98 habitatges en un 51% hi vivien nens de menys de 18 anys, en un 73,5% hi vivien parelles casades, en un 7,1% dones solteres, i en un 15,3% no eren unitats familiars. En l'11,2% dels habitatges hi vivien persones soles el 5,1% de les quals corresponia a persones de 65 anys o més que vivien soles. El nombre mitjà de persones vivint en cada habitatge era de 3,42 i el nombre mitjà de persones que vivien en cada família era de 3,75.
Per edats la població es repartia de la següent manera: un 37% tenia menys de 18 anys, un 8,4% entre 18 i 24, un 23,6% entre 25 i 44, un 24,8% de 45 a 60 i un 6,3% 65 anys o més.
L'edat mediana era de 32 anys. Per cada 100 dones de 18 o més anys hi havia 104,9 homes.
La renda mediana per habitatge era de 53.750 $ i la renda mediana per família de 54.000 $. Els homes tenien una renda mediana de 36.250 $ mentre que les dones 30.000 $. La renda per capita de la població era de 25.392 $. Cap de les famílies i l'1% de la població estaven per davall del llindar de pobresa.

## Poblacions més properes
El següent diagrama mostra les poblacions més properes.